# Protea (film)
Protea (Protéa) è un film muto del 1913 diretto da Victorin-Hippolyte Jasset. Due anni prima di Irma Vep, la donna d'azione in calzamaglia nera eroina dei film di Feuillade (il cui primo episodio uscirà nel 1915), Victorin Jasset presenta questa Protéa interpretata da Josette Andriot. Una investigatrice maestra del travestimento (il suo nome, non a caso, si richiama a quello del dio greco) e che pratica lo  jiu-jitsu. Tra avventure, azione e spionaggio, Jasset confeziona un film di grande successo che darà vita ad altri quattro episodi prodotti dagli studi Éclair e girati da altri registi dopo la morte di Jasset.
La fotografia è firmata da Lucien Andriot, il fratello della protagonista, che diventerà in seguito un apprezzato direttore della fotografia a Hollywood.

## Trama
Protea, la migliore spia della Messenia, viene inviata in una pericolosa missione con l'Anguilla, per recuperare un documento segreto in un paese vicino.

## Produzione
Il film, un mediometraggio in cinque rulli, fu prodotto dalla Société Française des Films Éclair e venne girato negli studi della casa di produzione. Fu il penultimo film di Victorin-Hippolyte Jasset, che morì nel giugno del 1913, prima dell'uscita di Protea in sala.

## Distribuzione
Uscì nelle sale francesi il 9 settembre, distribuito anche in Giappone il 1º dicembre 1913. Negli Stati Uniti, fu distribuito dalla World's Special Films che lo fece uscire il 14 settembre 1914. In Italia venne distribuito dall'Éclair nel 1914.
Attualmente, se ne conserva una copia di 50 minuti.